# Sevran - Beaudottes (métro de Paris)
Sevran - Beaudottes est une future station de métro située à Sevran sur la ligne 16 du métro de Paris.
La station sera en correspondance avec le RER B.
La construction de la ligne 16 a été déclarée d'utilité publique le 28 décembre 2015.

## Caractéristiques
La station souterraine de la ligne 16 sera située au sud-est de la gare SNCF, avec les quais à une profondeur de 30 mètres. Un couloir de correspondance souterrain reliera la station de la ligne 16 à la gare du RER B. La conception de la station est confiée à l'agence d'architecture Duthilleul.
La station comportera une œuvre de Loris Cecchini, en cooperation avec l'architecte Jean-Marie Duthilleul.
La station comportera également sur ses quais une fresque de Carole Chaix.

## Construction
Les travaux préparatoires ont démarré en octobre 2016 et se sont achevés en février 2017.
La construction démarre début 2019 avec le génie civil. La livraison est prévue en 2026.
La réalisation de la station est pilotée par le groupement Egis Rail / Tractebel. Les travaux de génie civil sont attribués à Salini Impregilo.
Après l’achèvement de la construction des murs souterrains au début de l'année 2021, le creusement de de ses niveaux inférieurs jusqu’en 2022 à près 30 mètres de profondeur, et le passage du tunnelier Houda à l’été 2022, les opérations de génie civil se sont terminées dans le courant de l’année 2024.
Depuis, l'aménagement et l'équipement de la gare ont débuté en sous-sol et l’activité se poursuit également en surface. Petit à petit, l’émergence de la gare se dévoile.
En parallèle, depuis l'automne 2021, SNCF Réseau poursuit la réalisation des travaux de correspondance entre le RER B et la ligne 16.